# Didemnum stercoratum
Didemnum stercoratum är en sjöpungsart som beskrevs av Monniot 1996. Didemnum stercoratum ingår i släktet Didemnum och familjen Didemnidae. Inga underarter finns listade i Catalogue of Life.